# Aesopus cassandra
Aesopus cassandra is een slakkensoort uit de familie van de Columbellidae. De wetenschappelijke naam van de soort is voor het eerst geldig gepubliceerd in 1904 door Hedley.